# KkStB 23 sorozatú szerkocsi
| ÖNWB IIIa,b / ÖNWB Vb,c,d,e / ÖNWB VIIa,b,c,d,e / MSCB / LCJE / kkStB 23 | ÖNWB IIIa,b / ÖNWB Vb,c,d,e / ÖNWB VIIa,b,c,d,e / MSCB / LCJE / kkStB 23 | ÖNWB IIIa,b / ÖNWB Vb,c,d,e / ÖNWB VIIa,b,c,d,e / MSCB / LCJE / kkStB 23 | ÖNWB IIIa,b / ÖNWB Vb,c,d,e / ÖNWB VIIa,b,c,d,e / MSCB / LCJE / kkStB 23 | ÖNWB IIIa,b / ÖNWB Vb,c,d,e / ÖNWB VIIa,b,c,d,e / MSCB / LCJE / kkStB 23 | ÖNWB IIIa,b / ÖNWB Vb,c,d,e / ÖNWB VIIa,b,c,d,e / MSCB / LCJE / kkStB 23 | ÖNWB IIIa,b / ÖNWB Vb,c,d,e / ÖNWB VIIa,b,c,d,e / MSCB / LCJE / kkStB 23 | ÖNWB IIIa,b / ÖNWB Vb,c,d,e / ÖNWB VIIa,b,c,d,e / MSCB / LCJE / kkStB 23 | ÖNWB IIIa,b / ÖNWB Vb,c,d,e / ÖNWB VIIa,b,c,d,e / MSCB / LCJE / kkStB 23 |
| ------------------------------------------------------------------------ | ------------------------------------------------------------------------ | ------------------------------------------------------------------------ | ------------------------------------------------------------------------ | ------------------------------------------------------------------------ | ------------------------------------------------------------------------ | ------------------------------------------------------------------------ | ------------------------------------------------------------------------ | ------------------------------------------------------------------------ |
| Nincs kép                                                                |                                                                          |                                                                          |                                                                          |                                                                          |                                                                          |                                                                          |                                                                          |                                                                          |
| Technikai adatok                                                         |                                                                          |                                                                          |                                                                          |                                                                          |                                                                          |                                                                          |                                                                          |                                                                          |
|                                                                          | LCJE                                                                     | MSCB                                                                     | ÖNWB IIIa                                                                | ÖNWB Vb,c,d,e                                                            | ÖNWB IIIb                                                                | ÖNWB VIIa                                                                | ÖNWB VIIb                                                                | ÖNWB VIIc,d,e                                                            |
|                                                                          | 23.01–08                                                                 | 23.9–10                                                                  | 23.11–36                                                                 | 23.39–93                                                                 | 23.95–109                                                                | 23.110–128                                                               | 23.129–140                                                               | 23.141–160                                                               |
| Tengelyek száma                                                          | 3                                                                        | 3                                                                        | 3                                                                        | 3                                                                        | 3                                                                        | 3                                                                        | 3                                                                        | 3                                                                        |
| Gyártási év                                                              | 1870–1883                                                                | 1870–1883                                                                | 1870–1883                                                                | 1870–1883                                                                | 1870–1883                                                                | 1870–1883                                                                | 1870–1883                                                                | 1870–1883                                                                |
| Darabszám                                                                | 160                                                                      | 160                                                                      | 160                                                                      | 160                                                                      | 160                                                                      | 160                                                                      | 160                                                                      | 160                                                                      |
| Tengelytávolság                                                          | 3160 mm                                                                  | 3160 mm                                                                  | 3161 mm                                                                  | 3161 mm                                                                  | 3161 mm                                                                  | 3161 mm                                                                  | 3161 mm                                                                  | 3161 mm                                                                  |
| Futókerék-átmérő                                                         | 970 mm                                                                   | 970 mm                                                                   | 969 mm                                                                   | 969 mm                                                                   | 969 mm                                                                   | 969 mm                                                                   | 969 mm                                                                   | 969 mm                                                                   |
| Viz                                                                      | 10,0 m³                                                                  | 10,0 m³                                                                  | 8,0 m³                                                                   | 8,0 m³                                                                   | 8,5 m³                                                                   | 8,0 m³                                                                   | 8,5 m³                                                                   | 9,0 m³                                                                   |
| Szén                                                                     | 7,5 m³                                                                   | 6,4 m³                                                                   | 7,6 m³                                                                   | 7,5 m³                                                                   | 7,6 m³                                                                   | 7,1 m³                                                                   | 7,8 m³                                                                   | 7,1 m³                                                                   |
| Üres tömeg                                                               | 12,0 t                                                                   | 11,0 t                                                                   | 12,0 t                                                                   | 12,0 t                                                                   | 12,0 t                                                                   | 12,0 t                                                                   | 12,0 t                                                                   | 12,5 t                                                                   |
| Szolgálati tömeg                                                         | 29,5 t                                                                   | 24,5 t                                                                   | 27,0 t                                                                   | 27,0 t                                                                   | 27,5 t                                                                   | 26,6 t                                                                   | 27,6 t                                                                   | 28,1 t                                                                   |
| Kapcsolt mozdonyok                                                       | 171.01–08                                                                | 16.01–02                                                                 | 16.03–28                                                                 | 151.01–55                                                                | 16.32–46                                                                 | 171.01–20                                                                | 171.29–62                                                                | 171.29–62                                                                |

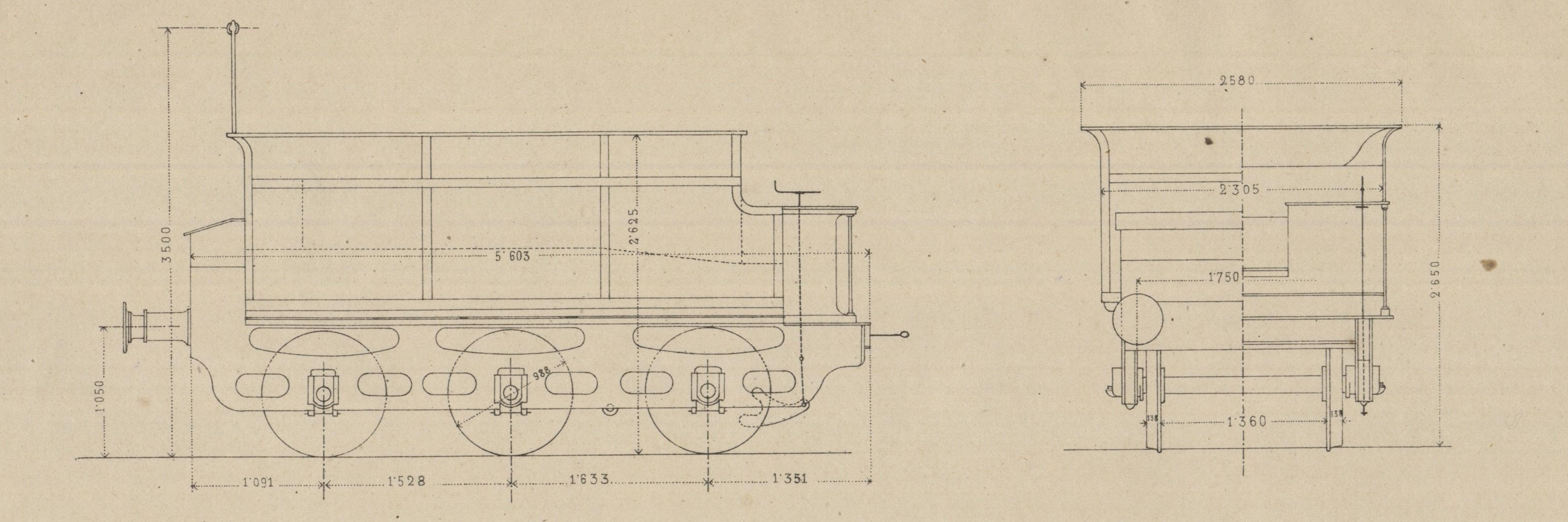
Dimenziós rajz

A kkStB 23 sorozatú szerkocsi egy szerkocsitípus volt a kkStB-nél, melyek eredetileg a Österreichischen Nordwestbahntól (ÖNWB), a Lemberg-Czernowitz-Jassy Eisenbahntól (LCJE) és a Mährisch-Schlesische Centralbahntól (MSCB) származtak.
Az ÖNWB 1870-ben rendelte ezeket a szerkocsikat a Bécsújhelyi Mozdonygyártól, Strousberg hannoveri gyárától, a Schwartzkopff Berlinből, a Floridsdorfi Mozdonygyártól és a Ringhoffer Művektől Prag-Smichov-ból.
Az MSCB 1873-ban két, az LCJE pedig nyolc szerkocsit vásárolt Floridsdorfból.
Az államosítás után a magánvasúti számozást a kkStB a 23 sorozatba olvasztotta be. A szerkocsikhoz eredetileg tartozó mozdonyok és a szerkocsik adatai a táblázatban láthatóak.

## Fordítás
- Ez a szócikk részben vagy egészben  a   kkStB Tenderreihe 23 című német Wikipédia-szócikk fordításán alapul.  Az eredeti cikk szerkesztőit annak laptörténete sorolja fel. Ez a jelzés csupán a megfogalmazás eredetét és a szerzői jogokat jelzi, nem szolgál a cikkben szereplő információk forrásmegjelöléseként.